# Ab (Dekan)
Ab (auch Ab-anch-schetu) ist die Bezeichnung eines altägyptischen Dekans, der mindestens einen Dekan-Stern beinhaltete und zum Sternbild Krebs gehörte, dessen hellster Stern Altarf ist.
Der Beiname „Anch-schetu“ bezog sich auf die Schildkröte, ein heiliges und zugleich gefährliches Lebewesen in der ägyptischen Mythologie. In Verbindung mit dem Dekan Ab symbolisierte „Ab-anch-schetu“ als „Reinigung des Lebens der Schildkröte“ den Tod und die Wiedergeburt des Nils im Zusammenhang mit der Nilschwemme.

## Hintergrund
Gemeinsam mit dem Dekan Schetui bildete Ab das altägyptische Sternbild Ab-Schetui. In den Dekanlisten der Sethos-Schrift fehlt die Erwähnung des Dekans Ab, wird aber unter dem Leib der Nut als erster Dekan genannt, der mit Kenmut seinen heliakischen Aufgang am 6. Schemu I hatte. Als Datierungsgrundlage galt die verfügte Anordnung unter Sesostris III. (12. Dynastie) in dessen siebtem Regierungsjahr.
Der Dekan Ab wurde immer im Zusammenhang mit dem Sternbild Ab-Schetui gesehen und erscheint deshalb nicht namentlich in den Dekanlisten. Im Papyrus Carlsberg 1 wird seine besondere Stellung kommentiert:

„Der Aufgang von Kenmut zusammen mit Ab-Schetui ist das Leben des Horus; das heißt, der Ort wo Kenmut aufgeht am „Hohen Tag“ ist der Ort wo Ab aufgeht. Der Ort, wo Schetui aufgeht am „Hohen Tag“, ist der Ort, wo Re aufgeht. Das ist der Aufgang des Re; das heißt: der Platz des Aufgangs, den Kenmut macht zusammen mit Ab-Schetui.“